# Кэмпо
Кэмпо (яп. 拳法) — термин, который употребляется некоторыми современными авторами как общее наименование всех боевых искусств независимо от национальной принадлежности. Термин появился от японского сочетания двух иероглифов «кэн» — кулак и «хо» — стиль, метод.

## Употребление термина на практике боевых искусств
- Сёриндзи-кэмпо (Shorinji kempo) — японское боевое искусство, основанное в 1947 г. Со Досином.
- Нихон-кэмпо (Nihon kempo) — японское боевое искусство, наподобие рукопашного боя.
- Сэкай-но кэмпо — объединительная форма разных видов кэмпо мира. Предлагалась и продвигалась в 80-90-е годы прошлого века.
- Американское кэмпо — вид кэмпо, созданный в Америке Эдом Паркером
- Синдокан-кэмпо — вид кэмпо, создан на Украине в 1996 году, прикладная система рукопашного боя.
- «Кэмпо» — наименование журнала о боевых искусствах в 90-е годы[2].

Рюкю-кэмпо — единоборство с островов Рюкю (en:Ryukyu Kempo). Оттуда оно попало на
Гавайи и там распространилось в США под именами Американское кэмпо (en:American Kenpo)
и Кэмпо-каратэ. Первый клуб боевого искусства под наименованием «кэмпо» был открыт в Гонолулу в 1937.
Кроме того известны в мире ещё виды боевых искусств, носящих слово «кэмпо» в наименовании: en:Kenpo kai, en:Kenpō, en:Kokusai kempo,
en:Kosho Shorei Ryu Kempo, Mushindo Kempo, en:Tracy Kenpo, en:Universal Kempo.

## Видеоигры
- В игре Alpha Protocol главный герой использует стиль боя с элементами кэмпо.
- В серии игр Tekken Фэн Вэй практикует Ушу-кэмпо, а Мишель Чанг Чан-кэмпо.
- В серии игр Streets of Rage Шива практикует стиль кэмпо.